# Дансмьюир (аэропорт)
Муниципальный аэропорт Дансмьюир (англ. Dunsmuir Municipal-Mott Airport), (FAA LID: 1O6) — гражданский аэропорт, расположенный в шести километрах к северу от делового центра города Дансмьюир, округ Сискию (Калифорния), США.
Аэропорт находится в собственности городского самоуправления.

## Операционная деятельность
Муниципальный аэропорт Дансмьюир занимает площадь в 51 гектар, расположен на высоте 993 метров над уровнем моря и эксплуатирует одну взлётно-посадочную полосу:
- 14/32 размерами 823 x 18 метров с асфальтовым покрытием.

За период с 31 декабря 2007 по 31 декабря 2008 года Муниципальный аэропорт Дансмьюир обработал 500 операций взлётов и посадок самолётов (в среднем 41 операция ежемесячно), все рейсы в данном периоде пришлись на авиацию общего назначения. В данный период аэропорт использовался в качестве базы для 20 однодвигательных самолётов.